# 原野奇俠
《原野奇俠》（英語：Shane）是1953年的美國西部片。由派拉蒙影業製作和發行。導演是喬治·史蒂文斯，主角為亞倫·賴德。本作為彩色電影，片長118分。
改編自Jack Warner Schaefer的小說。影評人安德烈·巴贊將本作置於「sur-Western（意指全新的西部片）」的地位，本作票房也相當成功。獲得第26屆奧斯卡金像獎攝影獎（彩色片方面）。並且於1993年被登錄在國家影片登記表。
本作關於格鬥場景的描寫在當時是劃時代並且充滿暴力，所以上映時成為話題。

## 故事大綱
南北戰爭後的懷俄明州的西部有一片寬廣的高原，就在這大提頓峰面前設立的約翰遜縣的開拓地中，畜牧業者以及農民間彼此持續互相敵視著。這是因為南北戰爭後，政府為了積極開拓西部，因此公布了只要是拓荒者能夠5年間繼續耕作就能無償獲得一定土地的「公地放領法案」，所以讓許多農民因此蜂擁而至前來開墾全新的土地並造成他們與各地的牧場主不斷發生紛爭。
主張從以前就擁有這片土地權利的畜牧業者萊克(Emile Meyer)與拓荒者們為了上開事由而產生對立。萊克主張在這些拓荒者到來之前，他們就胼手胝足並與當地原住民進行抗爭，才能讓這片土地因此成為現在的模樣。某日，來到這片土地的流浪者尚恩(亞倫·賴德)經過拓荒者的住處，並受他們招待水喝。他從主人喬・史塔瑞 (Van·Heflin)口中聽到「萊克的夥伴們」，接著萊克又帶人過來騷擾他們並且重複他以往的主張，尚恩這實加入喬這邊並擊退萊克和他的手下。喬因此招待尚恩一頓晚餐，並讓尚恩因此決定留下來幫助他們開墾。
經過一段期間後，尚恩除了與喬以及喬的兒子喬伊(Brandon deWilde)萌生友情以外，然後他也與喬的妻子瑪麗安(珍·亞瑟)暗中產生情愫，此外他也其他拓荒者們更加親近。
某日，尚恩受喬的指示而去市街上拿取鐵線，並且順便要購買自己的工作服，但在酒吧中他卻受到萊克手下克里斯・凱洛威 (班·強生)的侮辱。但由於喬交代他不要捲入紛爭，於是他就這樣心甘情願地接受克里斯的侮辱。
但是尚恩卻因此被人說是一個膽小鬼，於是尚恩與拓荒者們再次來到街上時，他痛扁克里斯一頓。萊克看到他的舉動後也突然改變態度，並主動提議以更好的待遇聘僱尚恩，但卻被尚恩拒絕，於是他一人遭到萊克等人的包圍而陷入困境。喬這時卻突然闖進來加入他並讓雙方因此衍生成一場大亂鬥，最終兩人合力擊退了萊克與他的手下。
被尚恩以及喬擊敗的萊克於是派人去雇用殺手威爾森(杰克·帕兰斯)。密謀要以武力趕走拓荒者們。威爾森先是挑釁拓荒者之一的托利，並一槍殺掉他。他的殘暴讓拓荒者們因此有人被嚇跑。但一方面，喬則主張要繼續對抗他們。為了結束這場抗爭，萊克要求要與喬談和，於是喬想要獨自一人去見萊克，但良心發現而決定要和萊克切斷關係的克里斯向尚恩告知這是一場陷阱，於是尚恩勸告喬不要過去並出手打暈他，接著由他一人前去找萊克以及威爾森。
尚恩在酒吧中用手槍以迅雷不及掩耳的「0.5秒」快擊迅速擊倒萊克以及威爾森。但萊克的弟弟這時卻躲在2樓準備狙擊他，幸好憧憬尚恩的喬伊與他的狗一起暗中跟蹤他到了酒吧並出聲警告，讓尚恩能即時反擊成功，但尚恩也因此被擊中腹部而受傷。喬伊擔心受傷的尚恩並要求尚恩跟他一起回家，但尚恩只對他說「你趕快回家告訴媽媽，告訴她事情解決了，從此山谷這裡不會再有槍聲了」之後，就跨上了馬匹騎向懷俄明州山脈的方向。喬伊這時對他大聲呼喊著「尚恩!!快回來!!」，但只有他的呼喚迴盪於這片寬廣的原野之中。

## 登場角色
- 尚恩 - 亞倫・賴德
- 瑪麗安・史塔瑞 - 珍·亞瑟
- 喬・史塔瑞 - Van·Heflin

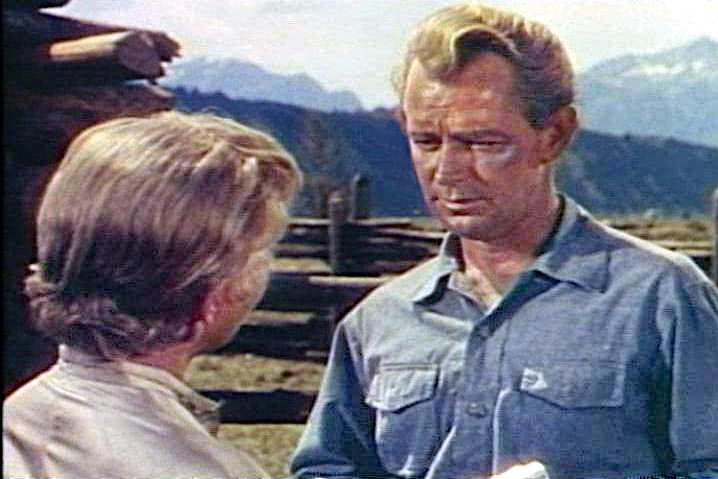
亞倫・賴德(來自預告片的片段)

- 喬伊・史塔瑞 - Brandon deWilde
- 魯夫・萊克 - Emile Meyer
- 傑克・威爾森 - 杰克·帕兰斯
- 克里斯・凱洛威 - 班·強生
- 弗雷特・路伊斯- Edgar Buchanan
- 法蘭克・“石牆”・托利 - Elisha Cook Jr.
- 艾克賽爾・“靴子”・史普史提特 - Douglas Spencer
- 摩根・萊克 - John Dierkes
- 莉茲・托莉 - Ellen Corby
- 山姆・葛里芬 - 波爾・馬克貝
- 主題曲『遠山的呼喚』（The Call for Far-away Hills，作曲：Victor Young，演唱：Dolores Gray）

## 得獎・排名
得獎・提名
- 第26屆奧斯卡金像獎
  - 獲獎：最佳攝影獎
  - 提名：最佳影片獎，最佳導演獎，最佳改編劇本獎，最佳男配角獎（Brandon deWilde，杰克·帕兰斯）
- 第7屆英國電影學院獎
  - 提名：最佳影片獎，最佳男主角獎（Van Heflin）

排名
- AFI百年系列
  - 1998年：「AFI百年百大電影」第69名
  - 2003年：「AFI百年百大英雄與反派・英雄方面」第16名
  - 2005年：「AFI百年百大電影台詞」第47名（「Shane. Shane. Come back!（尚恩，尚恩，快回來!）」）
  - 2006年：「AFI百年百大勵志電影」第53名
  - 2007年：「AFI百年百大電影（十周年版）」第45名
  - 2008年：「AFI百年各類型電影十大佳片・西部片方面」第3名

## 關聯項目
- 天國之門 – 同樣以「約翰遜戰爭」為原型改編的電影。
- 羅根 (電影) – 該作不僅有參考本作的故事內容，並且還在片中加入本作的部分片段，片尾時亦由主角之一的X-23在金鋼狼的墓前念出尚恩結尾時與喬伊道別的對白，作為他對金鋼狼的告別。

## 外部連結
- 互联网电影数据库（IMDb）上《Shane》的资料（英文）
- 原野奇俠 - allcinema
- 原野奇俠 - KINENOTE
- AllMovie上《原野奇俠》的资料（英文）